# 5e armée (Autriche-Hongrie)
 (signalé en août 2025).
Si vous disposez d'ouvrages ou d'articles de référence ou si vous connaissez des sites web de qualité traitant du thème abordé ici, merci de compléter l'article en donnant les références utiles à sa vérifiabilité et en les liant à la section « Notes et références ».
- Archive Wikiwix
- Bing
- Cairn
- DuckDuckGo
- E. Universalis
- Gallica
- Google
- G. Books
- G. News
- G. Scholar
- Persée
- Qwant
- (zh) Baidu
- (ru) Yandex
- (wd) trouver des œuvres sur Wikidata

Pour les articles homonymes, voir 5e armée.
La 5e armée austro-hongroise (en allemand: k.u.k. 5. Armee) est une grande unité (armée) de l'armée austro-hongroise pendant la Première Guerre mondiale.

## Historique
Elle est engagée sur le Campagne de Serbie (1914) puis sur le Front italien à partir de mai 1915.

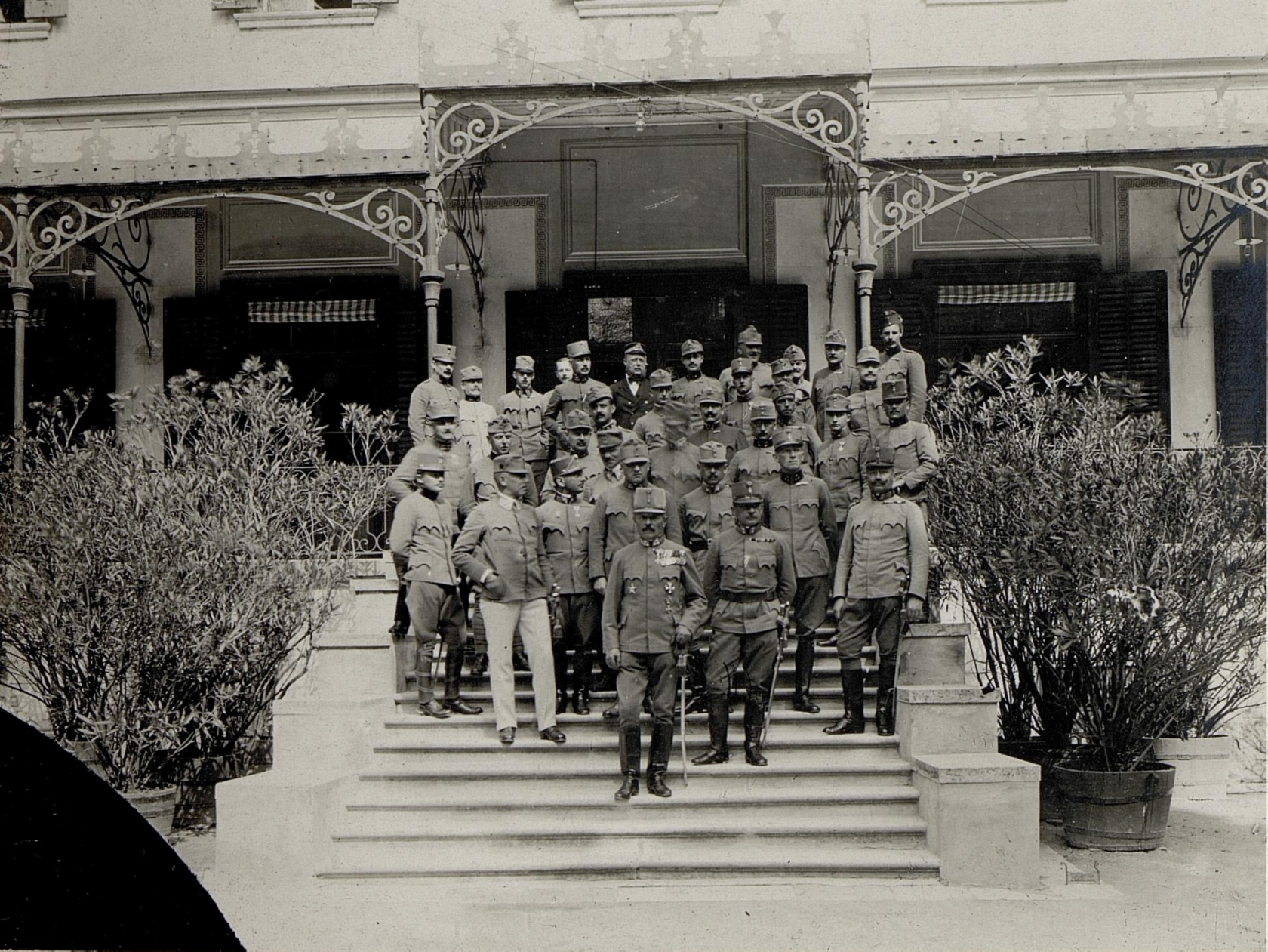
Von Bojna et son état-major sur le front italien.

## Commandants
- Liborius von Frank (14 août 1914 - 27 décembre 1914)
- Svetozar Borojević von Bojna (27 mai 1915 - 3 novembre 1918)